# Gesta Hungarorum

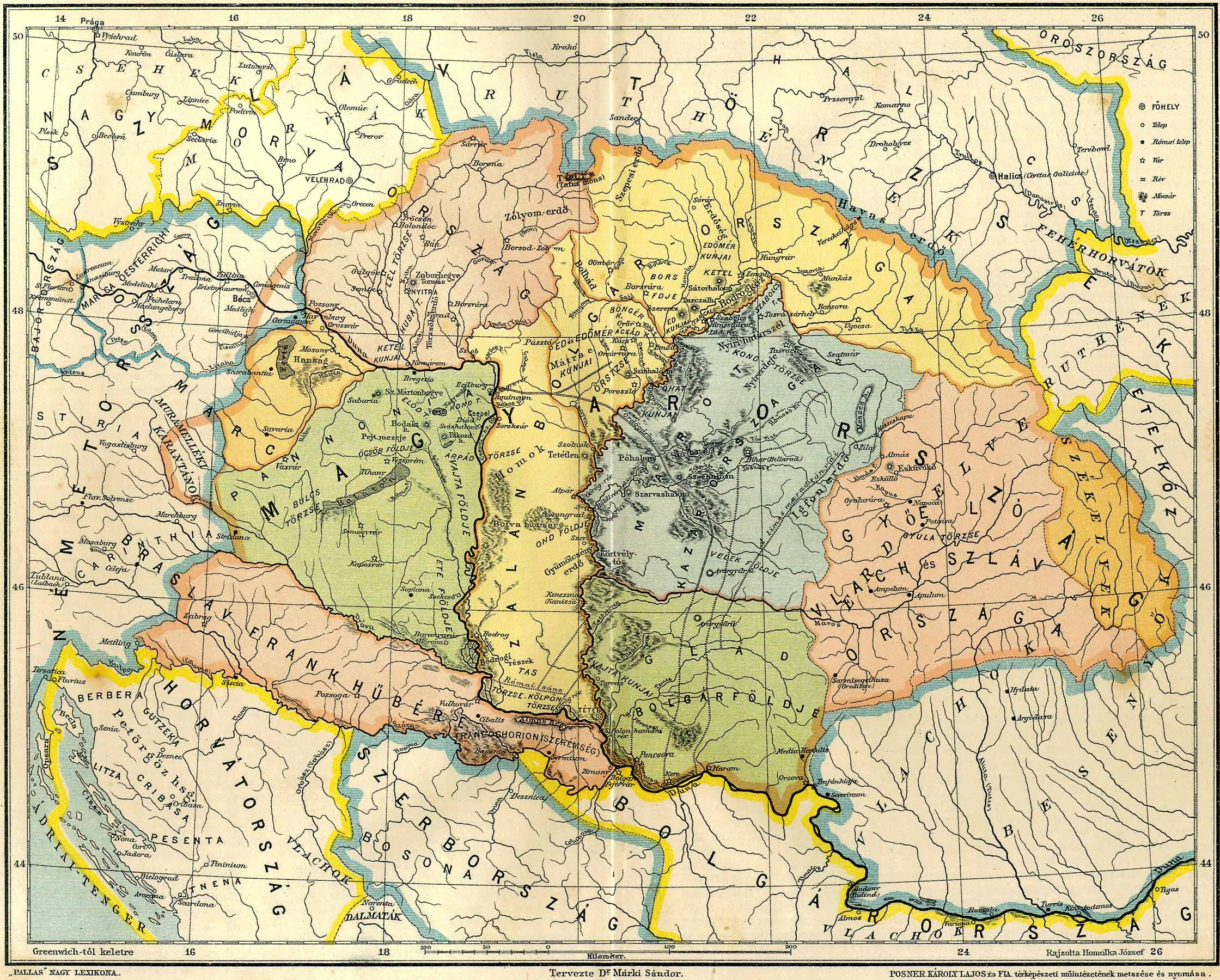
Mapa de l'Europa central al abans de l'arribada dels hongaresos. Mostra diferents ducats de l'època i dades de la Gesta Hungarorum.

Gesta Hungarorum (títol llatí que significa Els Actes dels Hongaresos) és un recull d'història medieval d'Hongria escrit per un autor identificat com a Magister P., sovint anomenat Anonymous. Es descriu a ell mateix com a "fidel servent del rei Béla", tot i que no se sap si es referia a Béla II o Béla III. La Gesta Hungarorum s'ha conservat en un manuscript del finals del segle xii o principis del xiii. Sembla ser una barreja de tradició oral, registres antics i invencions de l'autor.

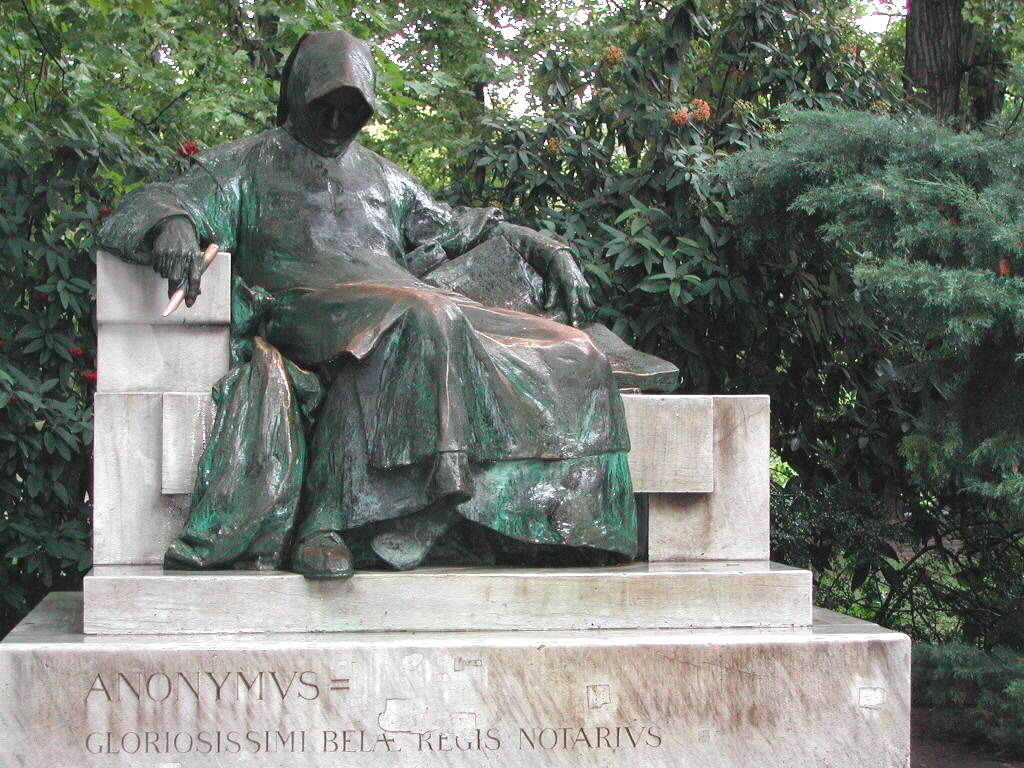
Estàtua de l'autor anònim de la Gesta Hungarorum a Budapest.

La crònica en qüestió va ser redactada com a treball literari a l'estil de les cròniques occidentals, que en aquell moment estaven de moda. L'autor explica l'ocupació de Pannònia per part dels magiars i els seus aliats, els cumans durant el segle x i alhora traça un arbre genealògic entre aquells cabdills i les famílies governants del seu temps.
En un petit fragment hi diu que en arribar els magiars es van trobar amb romanesos o romanesos antics dits vàlacs i eslaus que més tard serien hungaritzats i els eslaus expulsats a l'actual Eslovàquia i Txèquia.